# Frechilla de Almazán
Frechilla de Almazán település Spanyolországban, Soria tartományban. Frechilla de Almazán Almazán, Coscurita és Adradas községekkel határos. Lakosainak száma 21 fő (2024).

## Népesség
A település népessége az elmúlt években az alábbi módon változott:
| Lakosok száma | 47   | 37   | 34   | 29   | 27   | 26   | 25   | 24   | 21   | 21   |
|               | 2001 | 2004 | 2007 | 2009 | 2012 | 2014 | 2017 | 2019 | 2022 | 2024 |